# Saint-Just-Malmont
Saint-Just-Malmont é uma comuna francesa na região administrativa de Auvérnia-Ródano-Alpes, no departamento de Alto Loire. Estende-se por uma área de 23,22 km². Em 2010 a comuna tinha 4 268 habitantes (densidade: 183,8 hab./km²).